# Консервация документов

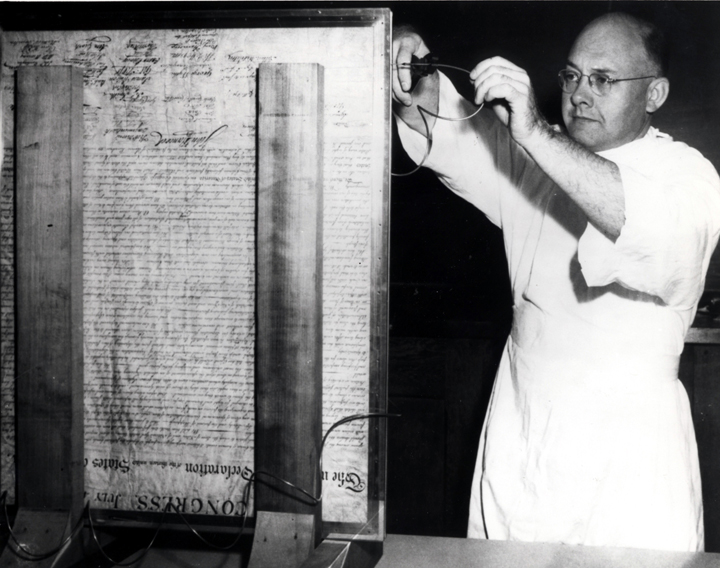
Национальный институт стандартов и технологий консервирует Декларацию независимости США (1951)

Консервация документов — в библиотечном и архивном деле это комплекс действий, направленных на продление срока сохранности документа, книги или другого объекта с внесением как можно меньшего количества изменений. Действия по консервации широко варьируются и могут включать мониторинг состояния предметов, поддержание температуры и влажности в местах хранения коллекций, составление плана на случай чрезвычайных ситуаций, оцифровку документов, запись соответствующих метаданных и повышение доступности. Консервация в этом определении осуществляется в библиотеке или архиве библиотекарем, архивариусом или другим специалистом, когда они считают, что документ требует ухода.
Консервацию следует отличать от реставрации, которая включает обработку и ремонт отдельных предметов для замедления процесса разрушения или восстановления их до пригодного к использованию состояния. Поскольку консервация охватывает широкий спектр усилий, направленных на продление срока сохранности документа, консервацию можно рассматривать как одну из мер, входящих в комплекс действий по сохранению. Иногда термин «консервация» используется как синоним «сохранение», особенно за пределами профессиональной литературы.

## В библиотеках
Ограниченное финансирование часто мешает библиотекам заниматься масштабной деятельностью по консервации документов. Материалы, особенно книги, часто легче заменить, чем восстановить, если они повреждены или изношены.
Современные библиотеки обычно пытаются адаптировать свои услуги к потребностям и желаниям своих посетителей, из-за чего акцент делается на приобретении новых книг, а не на сохранении старых. Обычно системы публичных библиотек работают друг с другом, а иногда и с большим количеством академических библиотек через программы межбиблиотечного абонемента. Используя совместные ресурсы, они могут расширить перечень литературы, доступный их посетителям, и разделить обязанности консервации документов между собой.

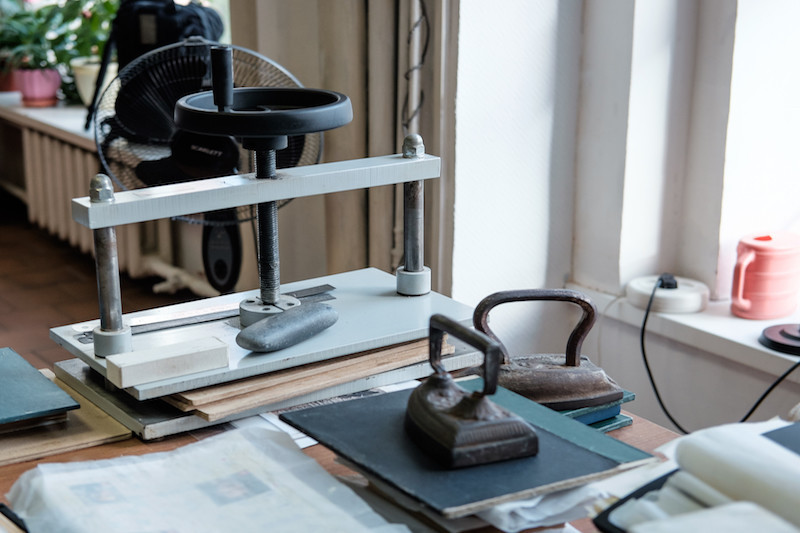
Сектор консервации и реставрации изданий Библиотеки Некрасова

Крупные библиотеки Российской Федерации имеют в своем составе сектора консервации и реставрации изданий, например Центральная универсальная научная библиотека им. Н.А. Некрасова, Библиотека иностранной литературы и др.
Основные задачи таких структурных подразделений является:
- научные исследования по приоритетным направлениям в области сохранности и консервации документов;
- реставрация документов ручным и механизированным способом;
- превентивная консервация;
- научно-методическая деятельность: проведение семинаров, мастер-классов и конференций с участием представителей российских и зарубежных организаций;
- продвижение развития и распространения национальных и международных стандартов, методических рекомендаций, специальной литературы в области сохранности и реставрации библиотечных и архивных материалов
- развитие координации в области обеспечения сохранности фондов с региональными центрами России, ИФЛА РАС, структурами ИФЛА, организациями (в том числе неправительственными), учреждениями, специалистами, интересующимися проблемами сохранности документального наследия.